# Juliusz Wójciak
Juliusz Wójciak (ur. 2 kwietnia 1910 w Poznaniu, zm. 17 lutego 1961) – funkcjonariusz aparatu bezpieczeństwa Polski Ludowej, później adwokat i obrońca w procesie uczestników Poznańskiego Czerwca 1956.

## Życiorys

### Praca w aparacie bezpieczeństwa
Syn Wojciecha i Zofii. Przed rozpoczęciem II wojny światowej ukończył prawo na Uniwersytecie Lwowskim. Służbę w aparacie bezpieczeństwa PRL rozpoczął 28 lutego 1945 roku i zajmował stanowisko starszego referenta śledczego PUBP w Rawiczu, a w ostatnim okresie pracy piastował stanowisko zastępcy kierownika Wydziału I Wojewódzkiego Urzędu Bezpieczeństwa Publicznego w Poznaniu, czyli pionu odpowiedzialnego za kontrwywiad i walkę z powojennym podziemiem niepodległościowym. Mimo szybkich awansów i dobrze zapowiadającej się kariery, został dyscyplinarnie wydalony ze służby w aparacie bezpieczeństwa we wrześniu 1945. Było to następstwem pobicia Niemców znajdujących się w areszcie, w następstwie czego 4 z nich poniosło śmierć. W zajściu uczestniczyło 5 funkcjonariuszy aparatu bezpieczeństwa, a najstarszy rangą z nich był Wójciak, na którego polecenie wydano klucze do cel. Śmierć więźniów doprowadziła do wewnętrznego śledztwa, samej sprawy kierownictwo Ministerstwa Bezpieczeństwa Publicznego nie skierowało jednak do sądu unikając rozgłosu. W wyniku sprawy Wójciak został na 4 tygodnie osadzony w warszawskim areszcie i w ramach kary służbowej za „nadużycie władzy”, jako jedyny uczestnik zajścia dyscyplinarnie zwolniony ze służby we wrześniu 1945.
Według wspomnień zawartych w wydanej pośmiertnie książce pisarza Leszka Proroka – Smutne pół rycerzy żywych. Wspomnienia – Juliusz Wójciak miał być jednym z przesłuchujących jego i jego przyszłą żonę śledczych, wskazując jednocześnie późniejszą jego pracę w charakterze obrońcy w procesie poznańskim.

### Działalność adwokacka
Według relacji córki do 1951 był dyrektorem poznańskich zakładów Centra, produkujących akumulatory. W tym samym roku aresztowany na kilka miesięcy. W czasie jego pobytu w więzieniu urodziła się jego córka późniejsza działaczka opozycyjna i aktorka Ewa Wójciak.
W 1956 był jednym z 11 obrońców w tzw. Procesie 9 w którym sądzono uczestników zajść poznańskiego czerwca. Proces rozpoczął się 27 września tego samego roku, a Juliusz Wójciak reprezentował w nim razem z Kazimierzem Nowakiem – Łukasza Piotrowskiego. Wyrok wydano 12 października tego samego roku, 7 oskarżonych skazując na kary od 2 do 6 lat pozbawienia wolności, a 2 uniewinniając. W mowie obrończej mecenas Wójciak wypowiadał się w duchu oficjalnej krytyki błędów przeprowadzonej w tydzień po zakończeniu procesu na VIII Plenum PZPR, skupiając się nie na krytyce ustroju socjalistycznego, a aparatu przemocy powołując się jednocześnie na wartości ideologii marksistowskiej.
Pochowany na poznańskim cmentarzu Jeżyckim.